# Johannes Mehmer
Johannes Mehmer, född 1703 i Stockholm, död 1730 i Enköping, var en svensk kantor och skolmästare.

## Biografi
Johannes Mehmer var son till kantorn i Stockholm Johan Mehmer, som senare blev inspektor i Östra Ryds socken, där hans hustru Maria Hellstedt hade sina rötter. Johannes Mehmer skrevs in vid Uppsala universitet 1723 och blev kantor i trivialskolan och domkyrkan 1725 omväxlande med Olof Fors Andersson. Han disputerade för magistergraden 1727 på De Birca del 1, samt  prästvigdes 1728 och blev samma år rektor i Enköping. Han dog där 1730 och begravdes 3 mars. Han gifte sig i Långtora 25 mars 1729 med Elisabet Margareta Dufva 